# The Sound
The Sound – brytyjski zespół post-punkowy i nowofalowy istniejący w latach 1979–1988, będący kontynuacją zespołu The Outsiders. Mimo że nigdy nie odnieśli sukcesu komercyjnego, The Sound przez długi czas cieszyli się uznaniem krytyków.

## Historia

### Początki
The Sound powstał w Londynie w 1979 roku po rozpadzie punkowego zespołu The Outsiders. W oryginalnym składzie The Sound znaleźli się Adrian Borland (śpiew, gitara) i Graham Bailey (gitara basowa), obaj z The Outsiders, wraz z Mikiem Dudleyem (perkusja) oraz Belindą "Bi" Marshall (instrumenty klawiszowe, saksofon, klarnet). Były muzyk The Outsiders Adrian Janes, nie będąc członkiem zespołu, wnosił pomysły i współtworzył teksty do muzyki The Sound. Borland i Bailey tworzyli również zespół Second Layer, który powstał w tym samym czasie co The Sound.
The Sound zadebiutowali minialbumem Physical World w 1979 roku, wydaną w wytwórni Tortch menadżera Stephena Budda. Została ona przychylnie przyjęta przez NME i otrzymała airplay od DJ-a Johna Peela. Więcej ich wczesnych nagrań zostało później wydanych jako album Propaganda w 1999 roku.

### Kontrakt z wytwórnią Korova Records
Po wydaniu EP-ki Physical World, zespół zamierzał nagrać pełnowymiarowy album. Po usłyszeniu wstępnych miksów, które Budd sfinansował, Korova Records, oddział WEA , do którego należała m.in. Echo & the Bunnymen, zaproponowała grupie podpisanie kontraktu, który zespół zaakceptował.
Debiutancki album Jeopardy, który został nagrany tanio i wydany w listopadzie 1980 roku, zyskał uznanie krytyków. Otrzymał 5-gwiazdkowe recenzje od trzech głównych magazynów muzycznych NME, Sounds i Melody Maker.
Po wydaniu albumu Marshall opuściła zespół i została zastąpiona przez Colvina "Maxa" Mayersa, wcześniej w Cardiacs. Przy tworzeniu drugiego albumu zespół współpracował z producentem Hugh Jonesem. From the Lions Mouth ukazał się w 1981 roku, zyskując kolejną pozytywną opinię krytyków, aczkolwiek nie zyskał on znaczącej popularności. Borland wydał również w tym samym roku EP-kę z Jello Biafrą pod nazwą The Witch Trials.
We wczesnych latach 80. The Sound koncertował w całej Europie, obejmując swoim zasięgiem Wielką Brytanię i większość kontynentu europejskiego. Podobnie jak zespół Comsat Angels (z którymi koncertowali w 1981 roku), odnieśli prawdopodobnie największy sukces w Holandii, zdobywając tam znaczną popularność. The Sound nagrali kilka sesji dla Johna Peela i zagrali utwór "Sense of Purpose" w programie telewizyjnym Old Grey Whistle Test. W tym samym roku The Sound wydali w Holandii koncertową EP-kę zatytułowaną Live Instinct.
Wytwórnia Korova Records naciskała na The Sound, aby trzeci album zabrzmiał bardziej komercyjnie, oprócz przeniesienia The Sound z Korova do WEA. W akcie protestu, zespół odpowiedział albumem All Fall Down w 1982 roku, który jeszcze bardziej oddalił ich od mainstreamu. Perkusista Mike Dudley wyjaśnił:

"Myśleliśmy, że [wytwórnia] nie dawała nam wsparcia, które nam się należało i jeśli naprawdę chcieli komercyjnego albumu, musieli wyłożyć na nim mnóstwo pieniędzy, czego zarówno w przypadku Jeopardy, jak i From the Lions Mouth tak naprawdę nie zrobili. [...] Więc kiedy odwrócili się i powiedzieli: "Rozwiązaniem jest dla was napisanie bardziej komercyjnych piosenek", pomyśleliśmy: "Pieprzcie się" i poszliśmy naprzód i wyprodukowaliśmy All Fall Down".

### Zmiana wytwórni płytowej
All Fall Down został jednak odrzucony przez krytyków w momencie wydania. Po wydaniu albumu, WEA postanowiła nie promować go, a zespół i wytwórnia rozstali się. W 1983 roku The Sound wydali minialbum we współpracy z wokalistą Kevinem Hewickiem, This Cover Keeps Reality Unreal, nakładem Cherry Red Records.
Do zespołu zgłosiło się kilka wytwórni, ostatecznie podpisując kontrakt z niezależną wytwórnią Statik w 1984 roku. Wydali EP-kę Shock of Daylight, która spotkała się tym razem z przychylnym przyjęciem prasy muzycznej. Rok później ukazał się pełnowymiarowy album studyjny Heads and Hearts. Do 1985 roku Borland zaczął wykazywać objawy choroby psychicznej, prawdopodobnie pogłębione przez frustracje związane z jego karierą.
Niedługo po wydaniu w 1985 roku albumu koncertowego In the Hothouse, Statik ogłosił bankructwo. Zespół wydał jeszcze jeden album Thunder Up, w belgijskiej wytwórni Play It Again Sam. Podczas trasy koncertowej po Hiszpanii w 1987 roku, zespół musiał odwołać kilka występów, po tym jak Borland doznał całkowitego załamania nerwowego. Dudley wspominał, że przywiózł Borlanda do domu samolotem. Zespół rozpadł się na początku 1988 roku.

### Aktywność po rozpadzie
Bailey przeniósł się do Nowego Orleanu, gdzie mieszkał przez 16 lat. Powrócił do Wielkiej Brytanii w 2007 roku. Mayers zmarł w 1993 roku na AIDS. Dudley zrezygnował z kariery muzycznej, mieszkając i pracując w południowym Londynie.
Po rozpadzie The Sound, Borland przez około dekadę utrzymywał karierę solową, udzielał się też w zespołach White Rose Transmission i Honolulu Mountain Daffodils (w których nadał sobie pseudonim Joachim Pimento). Nie mogąc przezwyciężyć depresji i udręczając się powrotem do szpitala psychiatrycznego, Borland, który podobno cierpiał na zaburzenia schizoafektywne, popełnił samobójstwo 26 kwietnia 1999 roku, rzucając się pod pociąg na stacji Wimbledon.
Krótko przed śmiercią Borlanda, albumy The Sound zostały zremasterowane i ponownie wydane przez wytwórnię Renascent, która została założona wyłącznie w tym celu (Thunder Up jest jedyną płytą zespołu, który nie został wznowiony przez Renascent).
Album Propaganda zawierający nagrania dokonane przez zespół w okresie od maja do lipca 1979 roku, kiedy to grupa przekształcała się z Outsiders, został wydany w 1999 roku. Drugie wydawnictwo po rozpadzie The BBC Recordings zostało wydane w 2004 roku zawierające dwie sesje radiowe i dwa koncerty na żywo.
Edsel Records wydało dwa box sety z wszystkimi nagraniami zespołu: Jeopardy / From the Lion's Mouth / All Fall Down...Plus w 2014 roku oraz Shock of Daylight / Heads and Hearts / In the Hothouse (Live) / Thunder Up / Propaganda w 2015 roku.
26 listopada 2021 roku holenderska wytwórnia Sound Haarlem Likes Vinyl wydał nowy album Will and Testament z trzema stronami występów na żywo z różnych koncertów. Jedna strona albumu, zatytułowana Startime, zawiera cztery dema, które nigdy wcześniej nie zostały wydane.
W 2022 roku Michael Dudley, były perkusista The Sound, założył nowy zespół pod nazwą "The Sound Revisited". Zespół wykonuje na żywo materiał z poprzedniego materiału The Sound. Grupa obecnie służy jako hołd dla zmarłego byłego frontmana Adriana Borlanda. Od 2023 roku Michael Dudley jest jedynym byłym członkiem The Sound, który aktywnie powrócił do muzyki.

### Dziedzictwo
Wielu twierdzi, że The Sound nie zyskali uznania, na jakie zasługiwali. Trouser Press kwestionował: "Trudno zrozumieć, dlaczego ten londyński kwartet nigdy nie odniósł komercyjnego sukcesu. W swoich najlepszych momentach, doskonały neo-popowy The Sound nosi korzystne porównania do The Psychedelic Furs i Echo & the Bunnymen". Jack Rabid z magazynu The Big Takeover stwierdził: "The Sound? Po prostu jeden z najlepszych zespołów lat 80". Chris Roberts z magazynu Uncut napisał: "U2? Joy Division? Bunnymen? Bledną w cieniu tego zespołu".
Biografia Adriana Borlanda, zatytułowana Book of (Happy) Memories, została wydana w 2001 roku. W tym samym roku ukazał się tribute album zatytułowany In Passing – A Tribute to Adrian Borland and the Sound.

## Wpływy
Wpływ na The Sound miały takie zespoły jak The Velvet Underground, The Stooges i Joy Division.

## Dyskografia
Albumy studyjne
- Jeopardy(inne języki) (Korova, 1980)
- From the Lion's Mouth (Korova, 1981)
- All Fall Down (Warner Bros. [WEA], 1982)
- Heads And Hearts (Statik, 1985)
- Thunder Up (PIAS, 1987)

EP-ki, Single
- Physical World (Torch, 1979)
- "Heyday" (b/w "Brute Force") 7" (Korova, 1980)
- Live Instinct EP (Korova [tylko w Holandii ], 1981)
- "Sense Of Purpose" 7"/12" ("Point Of No Return," "Coldbeat") (Korova, 1981)
- "Hothouse" ("New Dark Age" [live in Holland]) 7" (Korova, 1982)
- "Counting The Days" ("Dreams Then Plans") 7" (Statik, 1984)
- "One Thousand Reasons" 7"/12" ("Steel Your Air") (Statik, 1984)
- Shock Of Daylight EP / Statik, 1984)
- "Temperature Drop" ("Oiled") 7" (Statik, 1985)
- "Under You" (b/w "Total Recall") 7" (Statik, 1986)
- "Hand Of Love" 7/12" ("Fall Of Europe," "Such A Difference") (Play It Again Sam, 1987)
- "Iron Years" 7"/12" ("Fall Of Europe," "I Give You Pain (live)") (Play It Again Sam, 1987)

Kompilacje, albumy koncertowe
- Counting The Days CD (Statik, 1986; best-of compilation)
- In The Hothouse 2xLP (Statik, 1986; live at The Marquee in London, Aug. 27&28, 1985) (wydane dwukrotnie, za każdym razem na 1 CD)
- Propaganda CD (Renascent, 1999; 1979 studio session)
- The BBC Recordings 2xCD (Renascent, 2004; live 1980-85)
- Dutch Radio Recordings (Vols. 1 – 5) (live 1980-85) (2006, Renascent)